# Sabatia nivea
Sabatia nivea is een slakkensoort uit de familie van de Scaphandridae. De wetenschappelijke naam van de soort is voor het eerst geldig gepubliceerd in 1883 door Watson.